# Naugatuck
Naugatuck är en kommun (town) i New Haven County i delstaten Connecticut, USA med cirka 30 989 invånare (2000). Den har enligt United States Census Bureau en area på totalt 42,7 km² varav 0,2 km² är vatten.